# أندرسون أرويو
أندرسون أرويو (بالإسبانية: Anderson Arroyo) (27 سبتمبر 1999 بكيبدو في كولومبيا - ) هو لاعب كرة قدم كولومبي في مركز الدفاع. لعب مع نادي غينت وفورتاليزا الكولومبي.

## وصلات خارجية
- أندرسون أرويو على موقع قاعدة بيانات كرة القدم.إي يو (الإنجليزية)
- أندرسون أرويو على موقع Soccerway.com (الإنجليزية)
- أندرسون أرويو على موقع عالم كرة القدم.نت (الإنجليزية)
- أندرسون أرويو على موقع AS.com (الإسبانية)